# Gravenreuth (Adelsgeschlecht)
Die Familie von Gravenreuth ist ein ursprünglich fränkisches Adelsgeschlecht. Da es urkundlich lange vor dem 14. Jahrhundert nachweisbar ist, zählt es zum Uradel.

## Geschichte

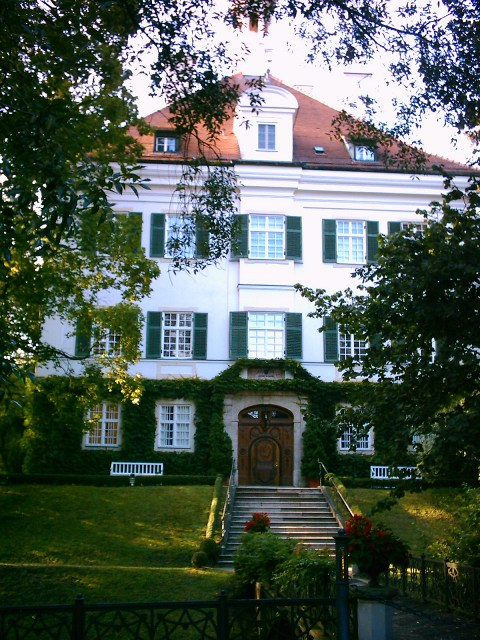
Schloss Affing

Der namengebende Stammsitz lag in dem heute nach Thiersheim (Bayern/Landkreis Wunsiedel) eingemeindeten Dorf Grafenreuth. Das in den Jahren 1817 bis 1832 zertrümmerte Rittergut ist wohl aus einer Turmhügelburg hervorgegangen. Zumindest weist die seit 1643 überlieferte Bezeichnung Tempel für eine Örtlichkeit im Dorf auf eine solche mittelalterliche Wehranlage hin. Hier saß wohl der 1180 als Zeuge einer Schenkung der Grafen von Sulzbach auftretende Wernherus de Gravinruit. Außer dem Stammsitz Grafenreuth besaß die Familie in dessen Nähe jahrhundertelang Güter in Tiefenbach, Seussen, Haag, Korbersdorf, Haingrün, Wölsau, Lorenzreuth und Oberredwitz. Zweige der Familie zogen in die Oberpfalz, wo sie in Trüglersreuth, Püchersreuth, Eberhardsbühl, Steinbühl, Calmreuth, Schlammersdorf, Guttenthau und Menzlas ansässig waren. Das Stammgut Grafenreuth wurde von Christian Martin von und zu Grafenreuth, brandenburg-bayreuthischer General, Geheimrat und Oberschenk, im Jahr 1739 an seinen Schwiegersohn, den Oberjägermeister Philipp Sigmund von Schirnding verkauft.
Der Stammvater der jetzt noch blühenden Familie von Gravenreuth ist Johann Christoph Ernst, Herr zu Schlammersdorf, Guttenthau, Menzlas und Ernstfeld, k.k. Feldmarschall-Lieutenant, aus dessen Ehe mit Eleonore Sophie Euphrosine Freiin von Schirnding die Söhne Adam Ernst auf Guttenthau und Troschelhammer, bayreuthischer Geheimer Rat, General und Gouverneur zu Bayreuth († 1770) und Julius Ernst auf Schlammersdorf und Menzlas hervorgingen. Die Schlammersdorfer Linie starb mit Moritz Freiherr von Gravenreuth 1845 aus. Carl Ernst Freiherr von Gravenreuth aus der Guttenthauer Linie wurde 1825 in den Grafenstand erhoben.
Die Familie von Gravenreuth ist mit anderen Adelsgeschlechtern verwandt, z. B. mit der Familie von Sparneck. Grabsteine befinden sich heute noch in den Kirchen von Trausnitz, Reuth oder in Püchersreuth. Sie sind außerdem als Ordensritter im Roten Adlerorden kurz nach dessen Stiftung Anfang des 18. Jahrhunderts nachweisbar und sind damit enge Vertraute des Bayreuther Markgrafen Georg Wilhelm. In St. Georgen, heute ein Stadtteil von Bayreuth, zeugt ein Aufschwörschild in der Ordenskirche von diesem Beitritt. Am Ende des Straßenzuges befindet sich die Stiftskirche der Gravenreuther Stiftung.
Insgesamt war das Geschlecht weit verzweigt: Die Linie Schlammersdorf, früher Hofmark einer Gravenreuthschen Linie, ist ausgestorben. Die gräfliche Linie ist 1919 ausgestorben. Andere Linien haben sich bis in die heutige Zeit fortgesetzt. Die Adelsfamilie der Freiherren von Gravenreuth (Karl Ernst von Gravenreuth) kaufte im Jahr 1816 die Hofmark Affing und ist seither Schlossherr in Affing. Im selben Jahr vereinigte Karl Ernst von Gravenreuth die Hofmark Schönleiten (heute ein Teil der Gemeinde Petersdorf) mit seinem Affinger Besitz.

## Wappen
Das Gravenreuthsche Familienwappen ist ein aus einem Felsen erwachsendes silbernes Einhorn auf blauem Grund. Das Motiv der Helmzier ist ebenfalls das Einhorn.
Mit Zustimmung der Familie von Gravenreuth trägt die Gemeinde Affing das Wappen als Gemeindewappen. Das Wappen des Ortsteils Korbersdorf (eingemeindet nach Marktredwitz) ist in zwei Hälften unterteilt und erinnert an die beiden Familien von Gravenreuth und von Sparneck. Das Wappen der Ortschaft Grafenreuth, eines Ortsteils von Thiersheim, beinhaltet neben weiteren Elementen auch das Gravenreuther Wappen. Der verkohlte Ast im Schildfuß (unterhalb des Einhorns) als Symbol der Rodung bezieht sich auf den Namen des Ortes und seine Entstehung in neu gerodetem Gebiet. In diesem Wappen fehlt der dreizackige Felsen.

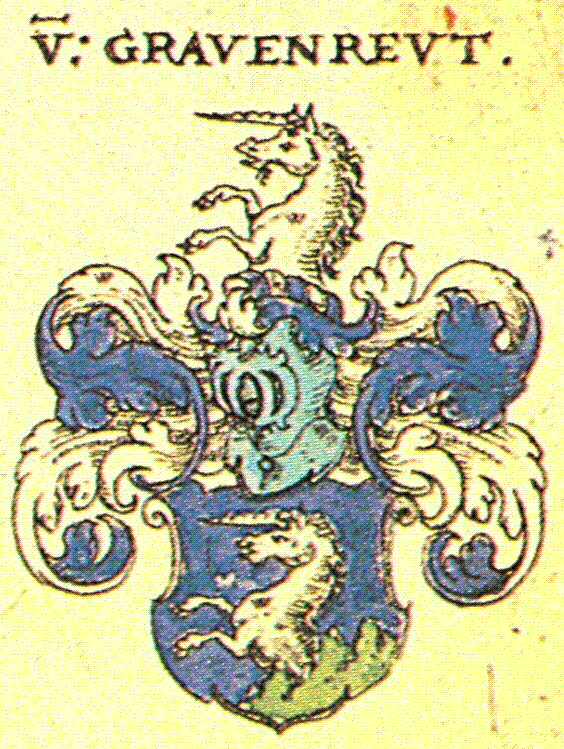
Ältere Form
Wappen auf dem Epitaph der Anna Barbara von Gravenreuth (1646–1699), geborene von Sparneck, mit Standort in Reuth
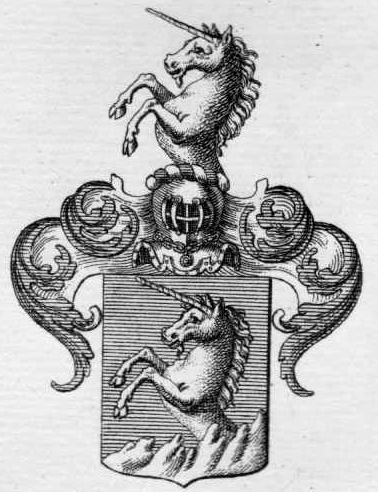
Wappen-Kupferstich von ca. 1820
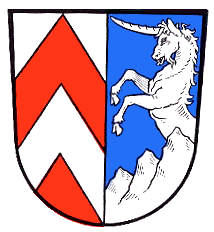
Wappen der ehemaligen Gemeinde Korbersdorf, heute Ortsteil von Marktredwitz
Wappen der Gemeinde Affing

## Personen

### Vor 1800
- Georg Christoph Freiherr von Gravenreuth (1667–1736): Gründer des Gravenreuther Stifts in St. Georgen in Bayreuth.
- Karl Ernst Freiherr von Gravenreuth (1771–1826): Geheimrat, Diplomat – bayerischer Sondergesandter im Hauptquartier Napoleons I., 1825 in den Grafenstand erhoben
- Max von Gravenreuth: Landrichter, er schlug am 26. August 1796 400 marodierende französische Soldaten in die Flucht, die im Zuge des Französisch-Österreichischen Krieges die Oberpfalz durchquerten.[4]

### Nach 1800
- Charlotte Freifrau von Gravenreuth: Autorin des historischen Romans Das Kind der Diebin
- Karl von Gravenreuth (1858–1891): Forschungsreisender und stellvertretender Reichskommissar in Deutsch-Ostafrika, deutscher Kolonialoffizier in Kamerun

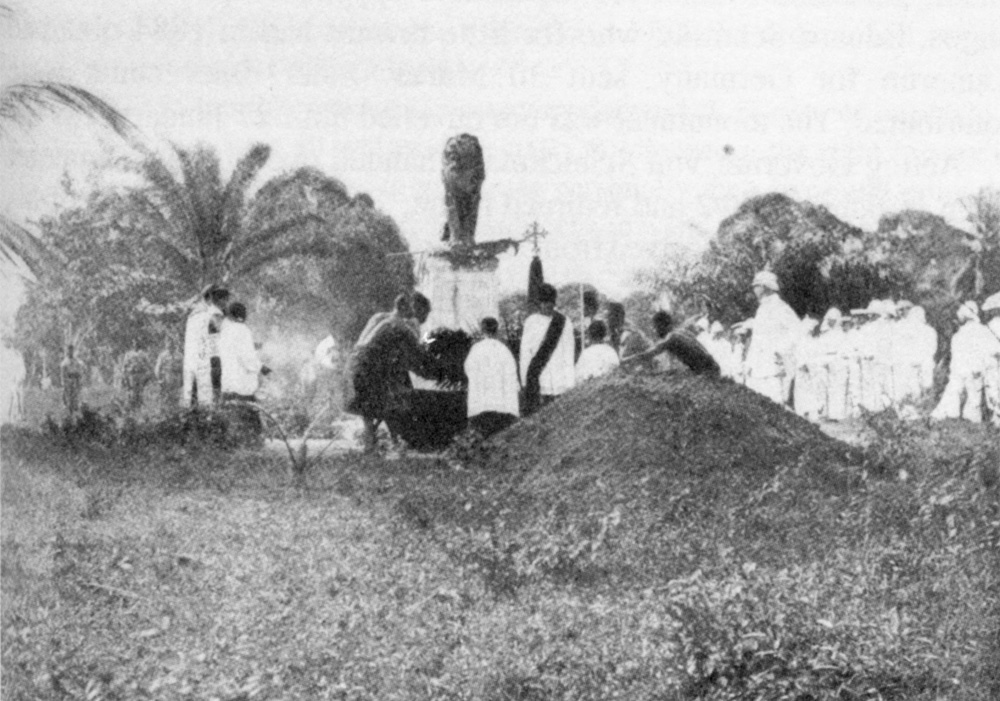
Umbettung des 1891 gefallenen Karl von Gravenreuth in Douala, Kamerun; 1895
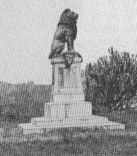
Denkmal auf dem Grabe des Karl von Gravenreuth in Douala, Kamerun; 1901

- Maximilian Joseph von Gravenreuth (1807–1874), Schlossherr und Waldbesitzer
- Maximilian von Gravenreuth (1851–1928), Jurist und Mitglied des Deutschen Reichstags
- Sigmund-Ulrich von Gravenreuth (1909–1944), Oberstleutnant und Kommandeur des Kampfgeschwaders 30 der Luftwaffe
- Günter Freiherr von Gravenreuth (1948–2010), Rechtsanwalt und Verleger
- Marian Freiherr von Gravenreuth (* 1949), Vizepräsident des Zentralverbandes der Europäischen Waldbesitzer (CEPF)

### Weitere Persönlichkeiten
- Ein Baron von Gravenreuth kommt in dem Film Der liebe Augustin (1940) vor.
- Kasimir von Gravenreuth (1786–1865), bayerischer Generalleutnant

## Orte mit Hinweisen auf die Gravenreuther

Epitaph des Hans Christoph von Gravenreuth auf Püchersreuth (1625–1699), kurfürstlich bayrischer Capitain Lieutenant

### Franken
- Grafenreuth bei Thiersheim
- Seußen bei Arzberg

### Oberpfalz
- Grafenreuth bei Floß
- Hofmark Schlammersdorf
- Teile am Landsassengut Püchersreuth bis 1702
- Das Gravenreuther Haus in Regensburg

### Schwaben
- Hofmark Affing mit Schloss (Besitz seit 1816), Gruftkapelle von 1833 sowie Ortswappen
- Hofmark Obergriesbach mit Schloss Obergriesbach (Besitz seit 1831)
- Franziskanerkloster Mödingen (1806–1824)

### Weitere Orte
- Die Villa Gravenreuth in Lochau in Vorarlberg am Bodensee ist von der 1919 ausgestorbenen gräflichen Linie 1870 errichtet worden.